# نادژدا کروپسکایا
نادژدا کنستانتیونوا کروپسکایا (به روسی: Надежда Константиновна Крупская) (زاده ۲۶ فوریه [سبک قدیمی: ۱۴ فوریه] ۱۸۶۹ – درگذشته ۲۷ فوریه ۱۹۳۹) چهره انقلابی، نویسنده، آموزگار روس، وی همسر ولادیمیر لنین (۱۸۹۹-۱۹۳۹) بود.

## زندگی
نادژدا کروپسکایا در یک خانواده طبقه فرادست ولی فقیر در سال ۱۸۶۹ در سنت پترزبورگ به دنیا آمد. پدرش کنستانتین ایگناتویچ کروپسکی (۱۸۳۷–۱۸۹۷) نجیب‌زاده و افسر ارتش امپراتوری روسیه و مادرش الیزابت واسیلیونا تیستروفا (۱۸۳۶–۱۹۱۵) آموزگار بود و او هم نخست حرفه مادرش را داشت و به کارگران خواندن و نوشتن می‌آموخت. در سال ۱۸۹۴ با حقوق‌دان جوان ولادیمیر لنین ملاقات نمود و از همان دم همراه او به فعالیت سیاسی در گروه‌های مارکسیستی پرداخت. در اکتبر ۱۸۹۶ به اتهام «اخلال علیه حکومت» به دو سال زندان محکوم، ولی پس از گذراندن شش ماه آن، به سیبری نزد لنین تبعید شد و همان‌جا با او ازدواج کرد و از آن پس همواره در ویرایش آثار لنین نقش اول را داشت. او برخلاف لنین سخت به ادبیات علاقه داشت و سازگار با شغل و تحصیلش به امور پرورشی می‌پرداخت و در این زمینه تئوری «پرورش پولیتکنیکی» را پیش کشید که یک شیوه تحصیلی آمریکایی و روشی مانند کار و دانش یعنی «سازگارسازی کار مغزی و دستی و همکاری مدرسه‌ها با کارخانه‌ها» بود. ۳۰ ساله بود که با لنین به سوئیس، آلمان، انگلستان و لهستان رفت و از آنجا که زبان‌های آلمانی، فرانسوی، انگلیسی و لهستانی می‌دانست، یک تنه به کارهای نوشتاری سازماندهی جنبشی که لنین در تبعید به راه انداخته بود می‌رسید. ۴۷ ساله بود که با لنین به روسیه بازگشت و «از پشت صحنه» در استقرار رژیم سوسیالیستی نقش تعیین‌کننده داشت. او با اینکه همیشه با لنین و حزب کمونیست هم‌نظر نبود، اما هرگز مخالفت خود را صریح بیان نکرد. لنین در تبعید با اینِس آرمان، دختر زیبایی از یک خانواده توانگر فرانسوی آشنا و یار شده بود. نادژدا پیشنهاد کرد که با آن زن ازدواج کند، اما لنین رابطه سه‌نفره را ترجیح داد و نادژدا هم بر این کار گردن نهاد. در خاطراتش می‌نویسد:
«تنها دوره‌ای که برای همدیگر وقت داشتیم، همان زمان تبعید در سیبری بود. توی باغچه کوچک‌مان همه‌جور سبزی می‌کاشتیم: خیار، هویج، چغندر و کدو. ولادیمیر ایلیچ شکار می‌رفت و به باتلاق‌ها هم سرک می‌کشید.»
 از سال ۱۹۲۹ تا ۱۹۳۹ به عنوان معاون وزیر آموزش و پرورش اتحاد شوروی خدمت نمود. نادژدا کنستانتینوونا کروپسکایا در ۲۷ فوریه ۱۹۳۹ در ۷۰ سالگی در مسکو پایتخت اتحاد شوروی درگذشت.
او در سال ۱۸۹۸ با ولادیمیر لنین ازدواج نمود و تا آخرین لحظات زندگی لنین با او ماند. او در ۱۹۰۱، هنگام انتشار ایسکرا، دبیر هیئت تحریریهٔ آن بود. کروپسکایا نقش مؤثری در به رسمیت شناخته شدن روز جهانی زن در روسیه داشت.

## خاطرات
نادژدا کروپسکایا خاطرات خود را با لنین به نگارش درآورده و منتشر کرد. این خاطرات مربوط به سال‌های ۱۸۹۴ تا ۱۹۱۷ یعنی از زمان نخستین دیدار آن‌ها تا زمان انقلاب اکتبر است. کتاب خاطرات نادژدا کروپسکایا به زبان فارسی ترجمه شده و با مشخصات زیر به چاپ رسیده‌است.
- کروپسکایا، ن. یادها، ترجمهٔ ز. اسعد، تهران: انتشارات پژواک، چاپ اول: ۱۳۶۰، چاپ دوم: ۱۳۶۱.

## نگارخانه

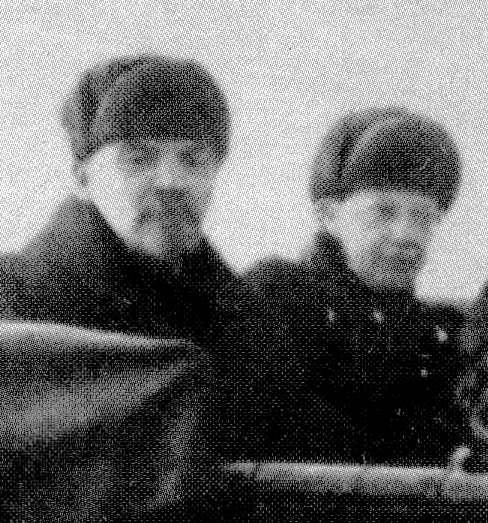
کروپسکایا و لنین
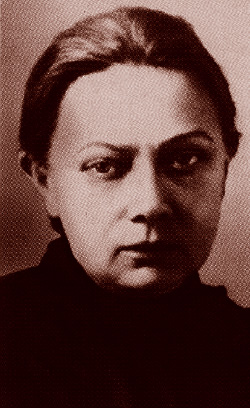
کروپسکایا
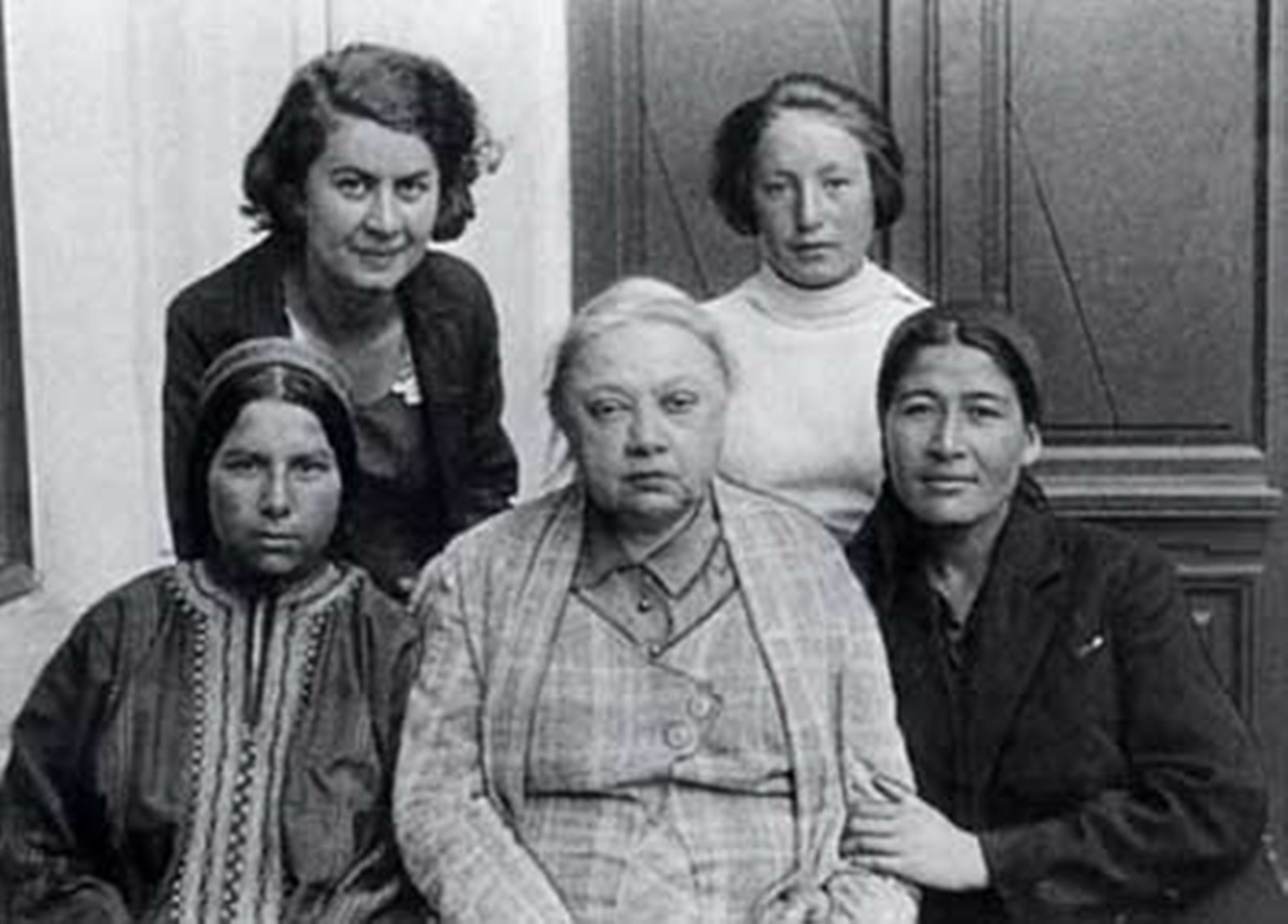
کروپسکایا (وسط) در دهه ۱۹۳۰
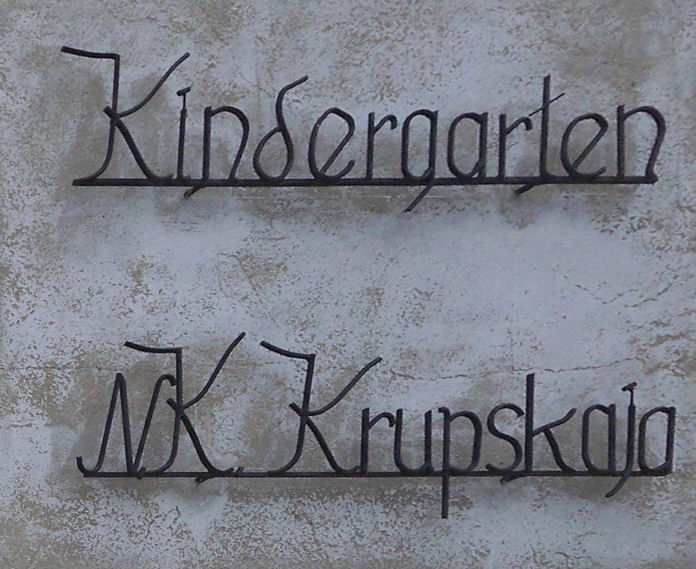
Board در یک مهد کودک در شپانداو (لوکالیتی), آلمان